# Полупанівська Свята гора
Полупа́нівська Свята́ Го́ра — ландшафтний заказник місцевого значення в Україні. Розташований на північно-східній околиці села Полупанівка Тернопільського району Тернопільської області, поруч з автошляхом Скалат — Кам'янки.
Площа — 11,4 га. Створений відповідно до рішення Тернопільської обласної ради від 18 березня 1994 року. Перебуває у віданні Скалатської міської громади.
Під охороною — фрагмент товтрово-грядово-горбистих закарстових височин, складених рифовими вапняками. Має історико-культурне, наукове та пізнавальне значення. Зростають рідкісні види степової рослинності, водяться типові для регіону тварини.